# ドーバ
ドーバ（doba）とは、パプアニューギニアのトロブリアンド諸島における腰蓑の呼び名。
トロブリアンド諸島の民族衣装の主だったものである。

## 概要
材料は椰子の葉を天日に干して細かく割いたもので、淡い黄色をしている。
これを膝の上に届くほどの長さでそろえて一列に結わえ、その上に、最初のものよりやや短く切って赤く染めた葉を一列にしたものを段にする。
さらに、10センチに満たないほどの緑や青や黄に染めた短い葉の段を重ねていき、貝ビーズを通した腰ひもに結わえて完成。
頭にはダグラ（dagula/鳥の羽根。多くは海鳥のもの）を飾り、シナタ（sinata/櫛）を挿す。
アクセサリーとしてベーグーワー（veguwa/貝ビーズで作ったもの首飾り）、テガラ（tegara/耳飾り。細い輪にビーズを飾ったイヤリング）を身につける。
腕飾りは特徴的で、二の腕にクツーヌ（qutunu/カイの木の葉から得た繊維）を編んだクワシィ（kwas/腕飾り）を巻き、バナ（vana/草・葉）を挟む。
さらに、リブオヤプア（mripwapwa/貝輪）をその下部にはめ込む。